# Maldon (Wiktoria)
Maldon – miasto w Australii, w stanie Wiktoria.